# Andrij Wertschuk
Andrij Wertschuk (ukrainisch Андрій Верчук; * 1990) ist ein ukrainischer Naturbahnrodler. Er startet seit der Saison 2009/2010 im Weltcup und nahm 2011 erstmals an einer Weltmeisterschaft teil.

## Karriere
Sein internationales Debüt gab Andrij Wertschuk am 10. Januar 2010 in Umhausen, als er sein erstes und in der Saison 2009/2010 einziges Weltcuprennen bestritt, das er auf dem 34. Platz von 43 Startern beendete. Im Gesamtweltcup belegte er damit den 55. Platz von insgesamt 59 Rodlern, die in diesem Winter Weltcuppunkte gewannen. Wertschuk war auch für die Europameisterschaft 2010 in St. Sebastian gemeldet und nahm dort an den Trainingsläufen teil, kam im Rennen aber nicht zum Einsatz. Somit war sein erstes internationales Großereignis die Weltmeisterschaft 2011 in Umhausen. Dort fuhr Wertschuk als Drittletzter auf den 38. Platz. Nach der WM nahm er neben einem Rennen im Interkontinentalcup an den letzten beiden Weltcuprennen der Saison 2010/2011 in Unterammergau und Olang teil, wo er de Plätze 27 und 30 belegte, womit er 42. im Gesamtweltcup wurde. Beim Weltcupfinale startete Wertschuk zusammen mit Ihor Senjuk auch erstmals im Doppelsitzer. Sie belegten als Vorletzte den neunten Platz.
In der Saison 2011/2012 nahm Wertschuk an drei Weltcuprennen im Einsitzer teil, wovon er einmal im neu geschaffenen Nationencup startete. Er belegte Platzierungen um Rang 30 im Weltcup sowie einen zwölften Platz im Nationencup beim Saisonauftakt in Latzfons und wurde 37. im Gesamtweltcup. An der Europameisterschaft 2012 nahm er nicht teil.

## Erfolge

### Weltmeisterschaften
- Umhausen 2011: 38. Einsitzer

### Weltcup
- Einmal unter den besten 40 im Einsitzer-Gesamtweltcup
- Einmal unter den besten 15 im Doppelsitzer-Gesamtweltcup
- Drei Top-30-Platzierungen in Einsitzer-Weltcuprennen
- Eine Top-10-Platzierung in Doppelsitzer-Weltcuprennen